# Sveno Laurelius
Sveno Laurelius, född 22 februari 1667 i Lommaryds socken, död 21 januari 1743 i Risinge socken, var en svensk präst.

## Biografi
Laurelius föddes 22 februari 1667 i Lommaryds socken. Han var son till kamrer Anders Svensson och Brita Kyalnder. Laurelius började att studera på Visingsö. Han blev 1 september 1686 student vid Uppsala universitet. Han blev 10 december magister primus. Laurelius blev 1702 rektor i Linköping. Han blev 11 februari 1703 lektor i matematik vid Linköpings gymnasium. Laurelius prästvigdes 1713 och blev 22 april 1715 kyrkoherde i Landeryds församling. Han blev 28 februari 1718 kyrkoherde i Risinge församling och kontraktsprost i Bergslags kontrakt. Laurelius avled 21 januari 1743 i Risinge socken och begravdes i Risinge gamla kyrka. Likpredikan hölls av kyrkoherde Johannes Köhler i Vånga församling.
Laurelius var preses vid 1720 års prästmöte. Han deltog även vid 1731 års riksdag som ledamot.

## Familj
Laurelius gifte sig 17 juli 1702 med Anna Maria Barck. Hon var dotter till domprosten Johannes Barchius och Anna Maria Schultz i Västerås.